# Xanthopimpla zhejiangensis
Xanthopimpla zhejiangensis là một loài tò vò trong họ Ichneumonidae.